# Jalapa (kommun)
Jalapa är en kommun i Mexiko.   Den ligger i delstaten Tabasco, i den sydöstra delen av landet, 700 km öster om huvudstaden Mexico City. Antalet invånare är 36 391. Arean är 643 kvadratkilometer.
Terrängen i Jalapa är platt.
Följande samhällen finns i Jalapa:
- Río de Teapa
- Jalapa
- Aquiles Serdán 1ra. Sección
- Tequila 1ra. Sección
- Francisco J. Santamaría
- Calicanto 2da. Sección
- Emiliano Zapata
- Aquiles Serdán 2da. Sección
- Chichonal 3ra. Sección
- San Miguel Adentro 1ra. Sección
- Guanal 3ra. Sección
- Progreso
- Huapacal 1ra. Sección
- Tequila 3ra. Sección
- Víctor Fernández Manero 1ra. Sección
- Puerto Rico